# 에리우

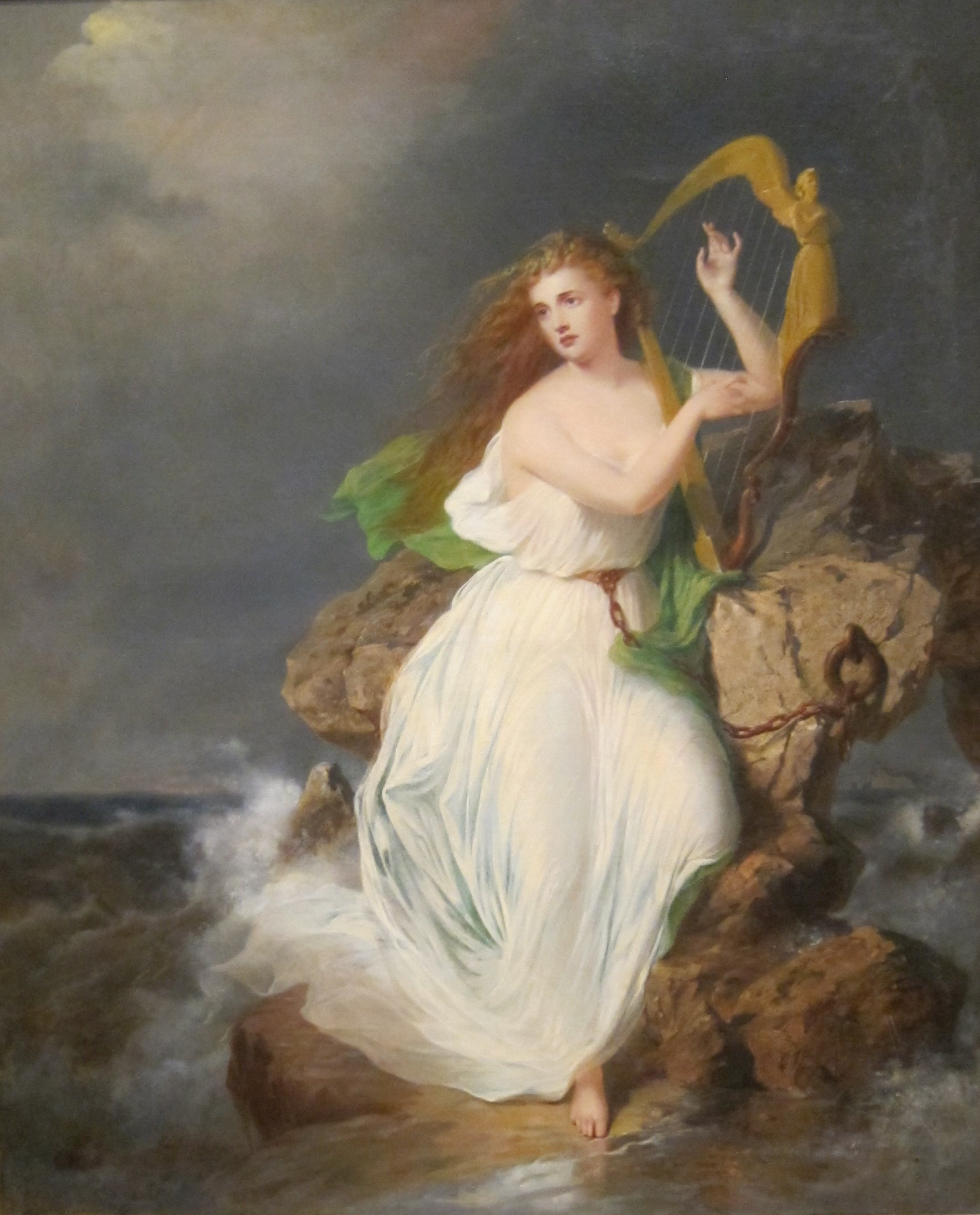
〈에린의 수금〉, 토머스 뷰캐넌 리드 그림.

에리우(고대 아일랜드어: Ériu [ˈeːrʲu])는 아일랜드 신화의 투어허 데 다넌 중 한 명으로, 에른마스의 딸이다. 아일랜드라는 이름의 유래가 되었다. "에리우"의 현대 아일랜드어 형태인 "에린"에 게르만어파(노르드어 또는 영어)에서 "땅"을 의미햐는 "-land" 가 결합한 것이 "아일랜드"다.
자매 반바, 포들라와 함께 삼상신을 이루며, 각 자매가 케후르 막 그레네, 에후르 막 쿠일, 테후르 막 케크트 형제와 각각 결혼하여 왕비가 되었다. 밀레시안이 갈리시아에서 출발해 에린 땅에 도래했을 때, 세 자매는 밀레시안에게 자신들의 이름으로 이 섬을 불러달라고 했고 밀레시안들은 그 부탁을 들어 주었는데, 세월이 흐르면서 그 중 에리우의 이름이 가장 주로 쓰이게 되었다. 이런 관계로 에리우 3자매는 주권의 여신으로 여겨진다.
17세기에 세흐룬 케틴이 쓴 저술에 따르면 에리우, 반바, 포들라 자매는 전쟁의 3자매여신인 버이브, 마하, 모리안 3자매를 각기 섬겼다고 한다.
상술했듯 에리우는 케후르 막 그레네의 아내라고 하는데, 문헌에 따라 포모르의 공자 엘라하의 애인으로 엘라하와의 사이에서 브레스를 낳았으며 또한 루의 양모라고도 한다. 어떤 문헌들에서는 엘레하와 에리우가 모두 델바흐의 자녀들이라고도 한다.